# Eyüp Can
Eyüp Can (ur. 3 sierpnia 1964 w Konyi) – były turecki bokser wagi muszej. W 1984 roku na letnich igrzyskach olimpijskich w Los Angeles zdobył brązowy medal.
W 1986 w Reno zdobył brązowy medal mistrzostw świata w kategorii muszej. W tym roku został bokserem zawodowym.

## Kariera zawodowa
Pierwszą zawodową walkę stoczył 3 października 1986 z Ronnie Carrollem. Walkę wygrał na punkty po 4 rundach. Wygrał pierwsze 8 walk zawodowych. Pierwszej porażki doznał 12 lutego 1988 z Joeyem Olivo. Walkę przegrał na punkty. Po przegranej walce stoczył 7 pojedynków. Karierę zakończył po zwycięstwie 27 listopada 1992 z Neilem Parrym.